# Schets

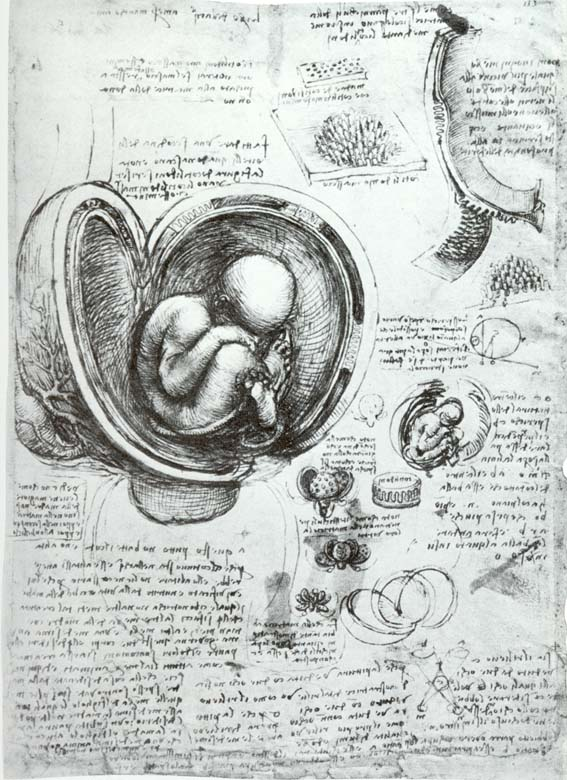
Schetsen van Leonardo da Vinci (embryo-studies)

Een schets is een niet-uitgewerkte tekening, bedoeld om snel iets op een eenvoudige manier duidelijk te maken. De tekenaar legt er al bepaalde gedachten in vast, de schets is voor de tekenaar als het klad voor de schrijver. 
Het is een vorm van studie. Er zijn verschillende benaderingen: 
- een compositieschets representeert een overzicht van de samenstellende delen;
- een schetsontwerp is een hulptekening voorafgaand aan uitwerking als schilderij of beeld.

Schetsen en schetsboeken van bekende kunstenaars krijgen vaak een grote artistieke waarde toegekend. Soms worden ze gevonden en getoond nadat jarenlang alleen het eindwerk van de kunstenaar openbaar bekend was.
Vaak wordt in zo'n schets een lastig te schilderen deel van de afbeelding gerepeteerd. De anatomische schetsen van Michelangelo, bedoeld om de juiste ligging van de menselijke spieren vast te leggen, zijn wereldberoemde studies.
In het ontwerpproces wordt een schets (ontwerp- of principeschets) gebruikt om ideeën te visualiseren en te ordenen. Een bekend voorbeeld hiervan is de studie van Leonardo da Vinci (zie illustratie). Ook wordt de schets gebruikt om ontwerpinformatie aan leerlingen over te dragen.
Leerlingen architectuur worden ook geacht schetsen te kunnen maken.

## Afbeeldingen

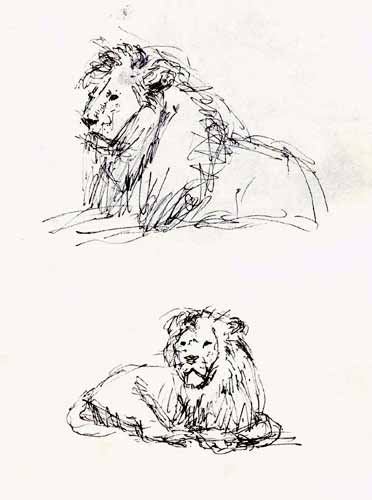
Schetsen van een leeuw (1980), pen en Chinese inkt op papier, door Frans Koppelaar
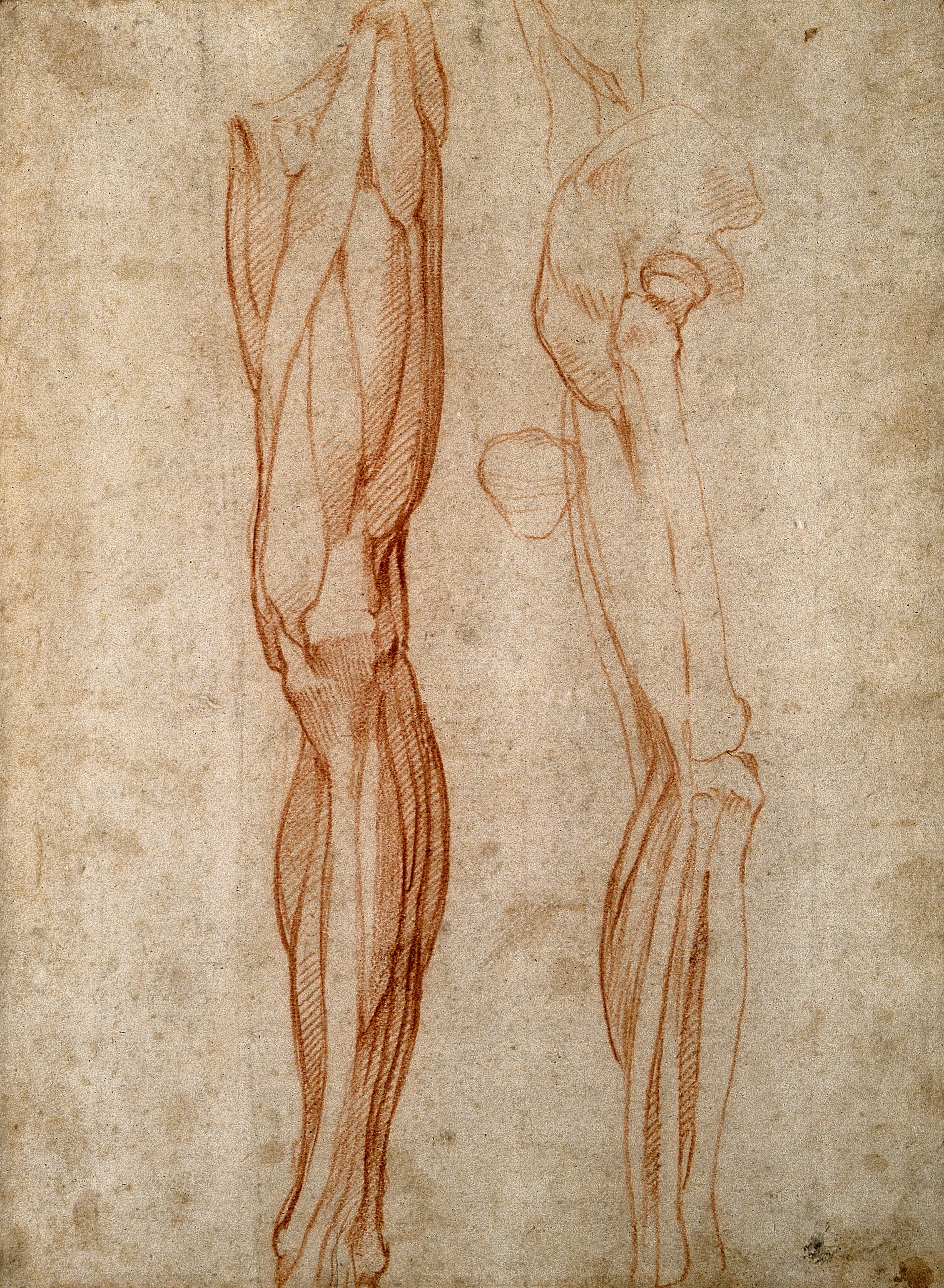
Anatomische schets van Michelangelo